# Dolichopeza queenslandica
Dolichopeza queenslandica är en tvåvingeart som beskrevs av Alexander 1920. Dolichopeza queenslandica ingår i släktet Dolichopeza och familjen storharkrankar. Inga underarter finns listade i Catalogue of Life.